# Aegilops juvenalis
Aegilops juvenalis là một loài thực vật có hoa trong họ Hòa thảo. Loài này được (Thell.) Eig mô tả khoa học đầu tiên năm 1929.